# Pieris
 Pieris (Pieris) je rod obsahující sedm druhů keřů čeledi vřesovcovité, původní v horských oblastech na východě a na jihu Asie, východní Severní Ameriky a ostrově Kuba. Jsou to široké listnaté stálezelené keře rostoucí do 1–6 m výšky. Listy jsou spirálovitě uspořádány, zpravidla jsou kopinatě vejčité, 2–10 cm dlouhé a 1–3,5 cm široké, kožovité a s celými nebo zubatými okraji. Mladé listy na jaře bývají obvykle zářivě zbarvené. Květy mají zvonkovitý tvar, jsou 5–15 mm dlouhé, bílé nebo růžové a tvoří hrozen 5–12 cm dlouhý. Plod je dřevitá tobolka, dělená do pěti dílů tak, aby se uvolnilo mnoho malých semen.
Rostliny rodu Pieris jsou potravou housenek některých druhů motýlů.
Pieris je kromě rostliny i latinský název pro známého motýla běláska, například Pieris brassicae – bělásek zelný nebo Pieris napi – bělásek řepkový.

## Český název
Ve starší literatuře (např. Hieke) je český rodový název pieris udáván většinou v mužském rodě, v novější literatuře (Koblížek, Skalická) v ženském.

## Druhy
- pieris japonská (Pieris japonica) – východní Čína, Japonsko, Tchaj-wan
- pieris květnatá (Pieris floribunda) – východ USA
- pieris nízká (Pieris nana, syn. Arcterica nana) – Japonsko, východní Sibiř
- Pieris cubensis – západní Kuba
- Pieris formosa – pohoří Himálaj, jihozápadní Čína (Yunnan), severní Myanmar
- Pieris phillyreifolia – USA
- Pieris swinhoei – jihovýchodní Čína (Fujian, Guangdong).

## Použití
Některé druhy jsou pěstovány jako okrasné rostliny, ceněné celoročně pro zářivě červené listy nově rostoucí brzy na jaře, malé bílé květy v polovině jara a pupeny, které zůstávají na rostlině přes zimu. Četné kultivary byly šlechtěny pro různé barvy jarního olistění.
Rostou nejlépe ve stinném místě, chráněné před suchými, zimními větry. Dávají přednost kyselé půdě a měly by být na zimu přikryt jehličím nebo listy, je vhodné přidávat rašelinu nebo zkompostované jehličí.
Červené listy dávají rostlině její alternativní názvy: 'Lesní plamen' (Forest Flame), konvalinkový keř ('Lily of the Valley shrub'). "Forest Flame" je název křížence mezi Pieris formosa "Wakeham" a Pieris japonica, nejsou ale přezdívkou pro rostliny obecně.

### Použití jako léčivo
Pieris floribunda se používá k léčbě bolesti. Může léčit bolest hlavy a utišit bolesti zad a svalů.

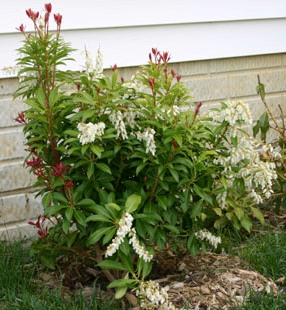
Pieris japonica 'Mountain Fire'
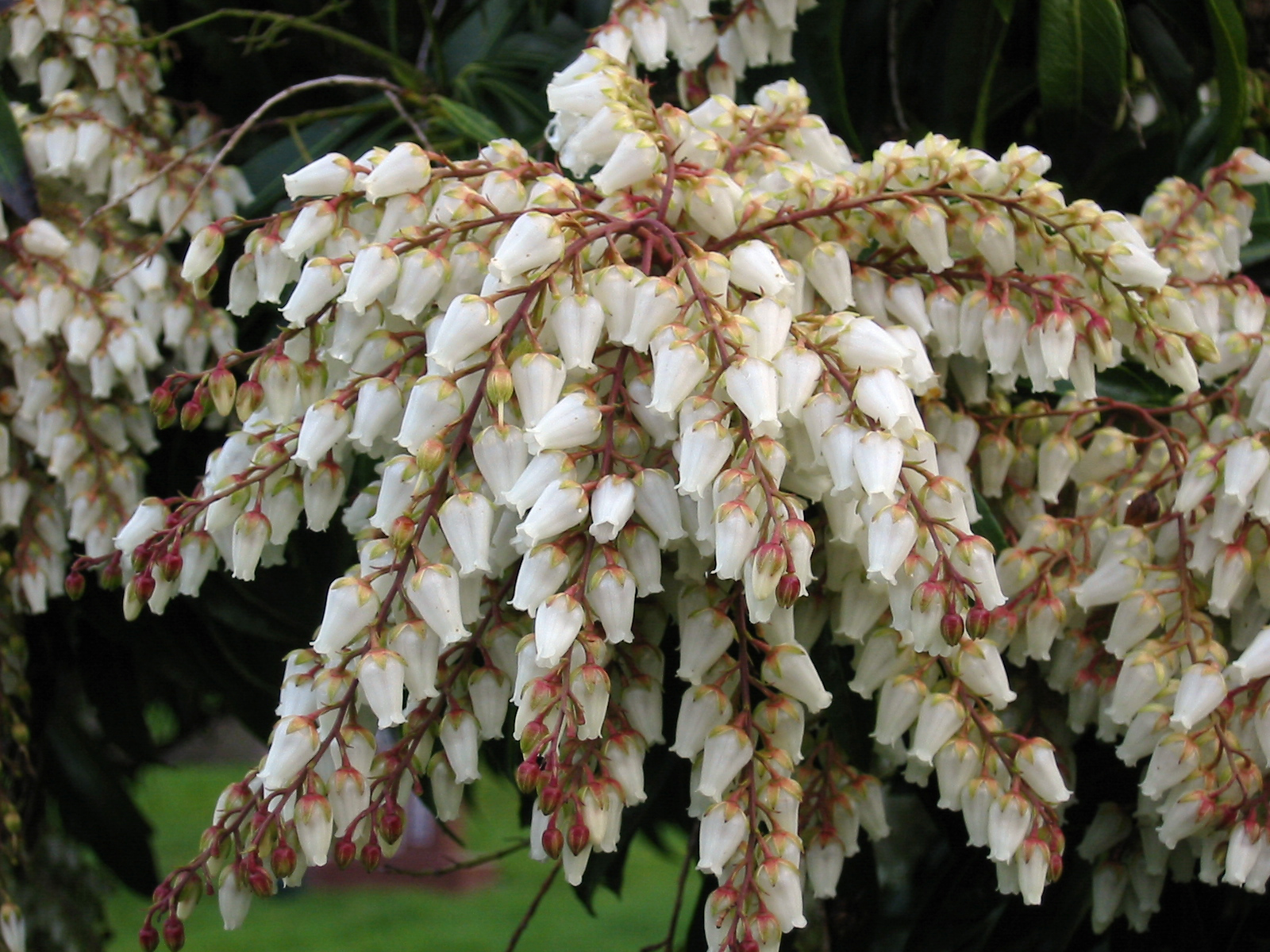
Neznámý kultivar nalezený na starém hřbitově v Seattle, Washington
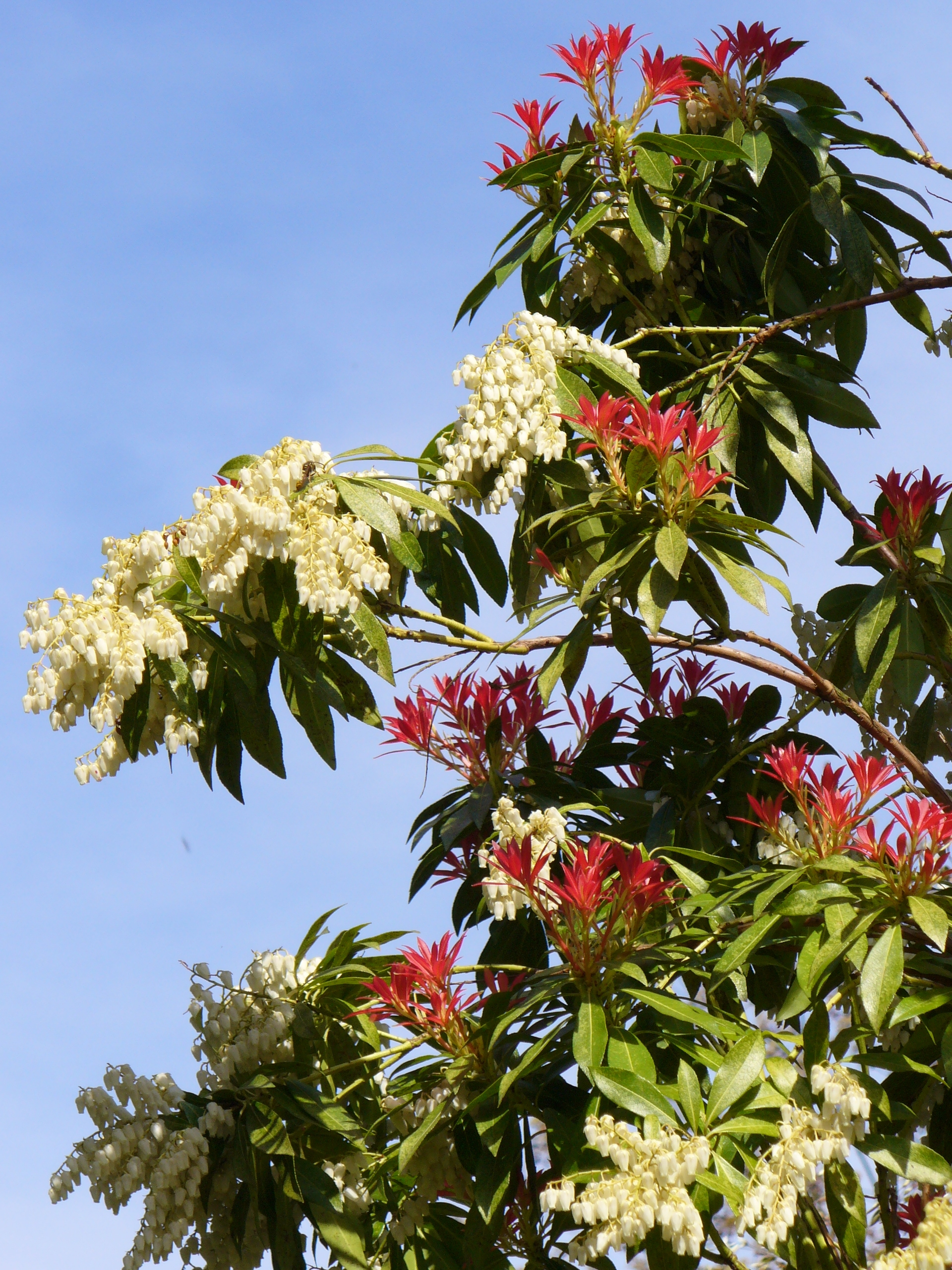
Keř rodu Pieris